# Tulista marginata
Tulista marginata és una espècie de planta suculenta del gènere Tulista, del Cap Occidental, Sud-àfrica.

## Descripció
És una planta suculenta perennifòlia, que creix a l'hivern, amb fulles curtes i afilades disposades en rosetes de 20 cm de diàmetre. Les fulles són dures, quillades, verticals, de color pàl·lid i poden presentar tubercles.
A l'estiu (novembre a desembre), Tulista marginata produeix flors de color blanc rosat sobre una inflorescència multiramificada.
Tulista marginata és una espècie variable, amb diferents poblacions i varietats, que difereixen en la forma de la fulla, el color, la forma de creixement i els tubercles.

## Distribució i hàbitat
La distribució natural d'aquesta espècie es troba a l'extrem sud del Cap, des de l'est fins a Riversdale, fins a Ashton, a l'oest. Es tracta d'una zona àrida amb pluges hivernals. IA la natura, la planta es veu amenaçada per la recol·lecció il·legal i la sobrepastura per part del bestiar. Antigament creixia en una àrea molt més àmplia del que és actualment, amb les poblacions restants aïllades i en declivi.
El seu hàbitat sol ser en vessants àrids i planícies de gres o shale, sovint en vegetació renosterveld.

## Cultiu
És rara en el cultiu i té un creixement lent i una llarga vida. Es desenvolupa en un sòl molt ben drenat, en un entorn semiombrejat. La planta rarament té fillols, de manera que la major part de la propagació es produeix per llavors, tot i que els esqueixos de fulles també es poden arrelar.

## Taxonomia
Tulista marginata (Lam.) G.D.Rowley i publicat a Alsterworthia Int., Special Issue 10: 6, a l'any 2013.
Antigament es classificava al gènere Haworthia, dins del qual era una de les espècies més grans.
Es va classificar amb les altres grans espècies (H.pumila,H.minima i H.kingiana) al subgènere "Robustipedunculares". Després d'estudis filogenètics recents, s'ha demostrat que aquestes quatre espècies constitueixen de fet un grup diferent, separat d'altres del gènere Haworthia. Per tant, han estat classificades com a gènere separat, "Tulista".
Etimologia
L'epítet específic "marginata" deriva de l'adjectiu llatí "marginatus", que significa "tenir una vora o marge" i fa referència als marges distintius de les fulles.
Sinonímia
- Aloe marginata Lam., Encycl. 1: 89 (1783). (Basiònim/Sinònim substituït)
- Catevala marginata (Lam.) Kuntze, Revis. Gen. Pl. 2: 707 (1891).
- Haworthia marginata (Lam.) Stearn, Cact. Succ. J. Gr. Brit. 7: 39 (1938).[5]